# Cerceau
Pour les articles homonymes, voir Cerceau (homonymie).
Pour les articles ayant des titres homophones, voir CERSO et Serceau.

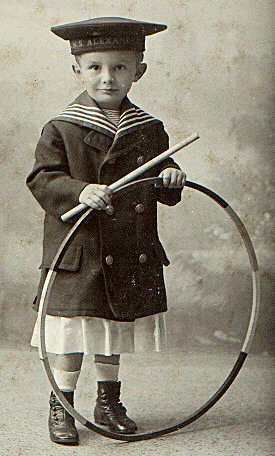
Enfant avec cerceau.
Strasbourg, années 1900.

Le cerceau est un jeu d'enfants qui se pratique avec un cercle de bois, de métal ou de plastique que l'on fait rouler en le poussant à l'aide d'une petite baguette. Jusqu'à la Seconde Guerre mondiale, le jeu de cerceau était très pratiqué par les jeunes garçons et petites filles. Il avait l'avantage d'être extrêmement économique. De nos jours, il ne se pratique encore couramment que dans les pays sous-développés.

## Le cerceau dans l'antiquité
Ce jeu dans l'antiquité connaît un grand succès : on le trouve mentionné dans les œuvres des poètes latins, Cicéron, Ovide, Properce, Martial, puis Strabon, Dion Chrysostome et Sextus Empiricus.
Le mot  trochus dans l'antiquité signifiait :
- roue de char,
- roue du potier,
- roue du supplicié,
- roue de machine,
- enfin roue de cerceau.

En grec, aussi bien que sous sa forme latinisée, le même mot de trochus τροχός désigne le cerceau dont on se sert pour jouer ; il en est souvent question chez les auteurs latins, mais Horace oppose le jeu du trochus aux jeux nationaux, comme une invention.
Il est représenté sur un grand nombre de monuments, notamment sur les vases peints, parmi les attributs des éphèbes et des divinités juvéniles telles qu'Éros ou Ganymède. Mais on le recommandait aussi aux hommes faits, qui avaient besoin d'entretenir ou de restaurer leurs forces physiques par l'exercice, et les médecins de l'antiquité ont indiqué dans quelles conditions il pouvait leur procurer une distraction hygiénique ; le cerceau devait avoir sa place parmi les instruments rassemblés dans les gymnases. 

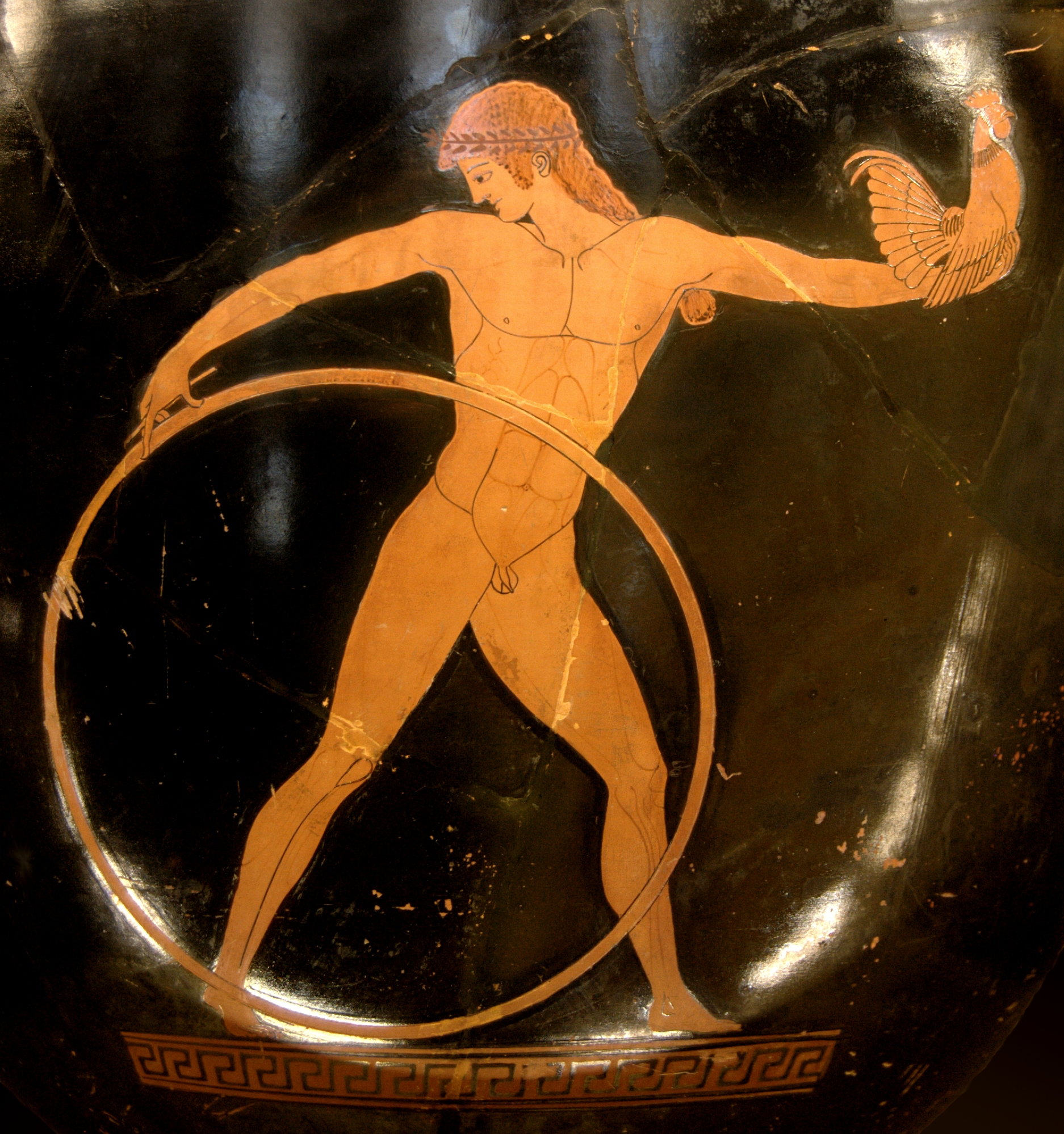
Ganymède, avec un cerceau. Céramique à figures rouges du Peintre de Berlin, Vers 500/490 av. J.C. - Musée du Louvre

Si on en juge par les monuments les plus anciens, on lui donna d'abord une forme très simple, absolument semblable à celle qui est encore en usage ; sa baguette (virga, elatèr), toute droite, ne différait en rien des nôtres, comme on peut le voir sur les peintures des vases. On y remarquera, les trois ligatures qui, à intervalles réguliers, sont enroulées autour du cerceau, évidemment parce qu'il se composait de légères tiges de bois, dont la courbure avait besoin d'être maintenue par des brins d'osier ou de fils de métal solidement assujettis.
Mais à l'époque romaine, ce jouet fut parfois modifié ; pour chasser le cerceau devant soi, on employa aussi une baguette courbe, appelée à cause de sa forme, une clef,  clavis, qui offrait sans doute cet avantage qu'elle permettait de modérer plus aisément la course du cerceau et de l'infléchir avec plus de grâce dans les tournants ... quant au cerceau lui-même, un passage du médecin Antylos dit comment il devait être construit pour répondre aux exigences des hygiénistes. Antylos l'appelle krikis ; mais on ne saurait douter que la krikèlaisa ne soit identique à l'exercice du trochos. Le cerceau doit avoir un diamètre assez grand pour venir jusqu'aux mamelles de l'homme ; la baguette sera en fer et aura un manche en bois ; de préférence, au modèle ordinaire, on choisira un cerceau garni sur sa circonférence, de petits anneaux (eptoi krikoi perikeimenoi) car le bruit qu'ils font pendant la course y ajoute de la gaîeté. Plusieurs témoignages en effet supposent nécessairement la présence de ces anneaux. Suivant Martial (Épigramme XIV), ils avaient encore l'avantage que les passants avertis par leur tintements, s'écartaient d'eux-mêmes pour leur faire place. On doit inférer de là qu'en pareil cas, le cerceau lui-même était en fer ou en bronze. On sait aussi que les anneaux glissaient librement tout autour : par conséquent ils devaient être très petits, sinon ils auraient singulièrement contrarié le mouvement. Un bas-relief funéraire trouvé près d'Este a conservé l'image de ce trochus perfectionné, on y voit une femme tenant de la main gauche, un cerceau, muni de deux anneaux, et une baguette à double brisure, dont la forme justifie tout à fait le nom de clef (clavis) ; cette figure serait la personnification du printemps, saison où la jeunesse se remettait aux jeux de plein air, délaissés pendant l'hiver.
Le bon joueur ne devait pas se contenter de pousser son cerceau en ligne droite : il devait lui faire décrire des méandres. Il y avait pour le conduire, un art véritable, et c'est sans doute ce qui explique les perfectionnements apportés à la clavis. « Celui qui n'a pas appris à jouer au cerceau, dit Horace, se tient tranquille, s'il ne veut soulever impunément le rire des spectateurs pressés autour de lui. » On avait même exposé par écrit les règles de cet art délicat ; elles avaient fait chez les Romains le sujet d'un poème didactique. Il est donc probable que le jeu du cerceau, comme tous ceux qui exigent beaucoup d'entraînement, avait ses professionnels. Les bateleurs employaient aussi des cerceaux (trochoi) pour faire leurs tours, mais il va de soi que ces accessoires de dimensions très variées n'avaient de commun que la forme avec le cerceau de course, ainsi Xénophon parle d'une danseuse engagée avec des trochoi c'est-à-dire avec des cerceaux et de grands anneaux : un auxiliaire lui en faisait passer jusqu'à douze ; sans cesser de danser, elle les lançait en l'air, en calculant la hauteur de manière à les recevoir en cadence. Un autre de ses exercices consistait à lire et à écrire, sans perdre son équilibre, sur une roue de potier qu'on faisait tourner à toute vitesse.
Par le passé, quelques grammairiens ont donné par analogie le nom de trochos à la toupie et au sabot sans doute parce que ces jouets de forme circulaire courent aussi. Troxiskia désignant de petits jouets que l'on appelle des « diables » et que les anciens employaient comme instrument de sortilège.

## Liste de représentations antiques de cerceau, trochus
- Villa San Marco, Stabies, Bas relief conservé au Musée  archéologique de Naples.

## Citations
- Oribase, texte : Sur ce que les malades doivent faire eux-mêmes pour se traiter.

«  L'exercice du cerceau peut ramollir les parties tendues et rendre flexibles celles qui sont desséchées, par les mouvements qu'on fait pour éviter le cerceau et par la multiplicité des positions du corps ; il peut renforcer et relâcher les nerfs affaiblis, exciter la chaleur, et rétablir une intelligence stupéfiée ou dérangée par l'effet de la bile noire. Que le diamètre du cerceau soit moindre que la taille de l'homme [qui s'en sert], de sorte qu'il lui vienne jusqu'aux mamelles. Il ne faut pas pousser le cerceau [seulement] en ligne droite, mais aussi en zigzag. La baguette doit être en fer et avoir un manche de bois. Les petits anneaux qui sont à l'intérieur du cerceau ont été regardés par quelques-uns comme superflus, mais il n'en est pas ainsi, car le bruit qu'ils font donne de la distraction et du plaisir à l'âme. Au début, on poussera le cerceau en se tenant droit, mais, quand le corps est devenu chaud et humide [de sueur], alors il faut sauter et courir çà et là; vers la fin on poussera de nouveau le cerceau en se tenant droit afin d'apaiser le trouble produit par l'exercice. Le temps convenable pour le cerceau comme pour les autres exercices, c'est-à-dire pour les grands, est celui qui précède le repas ou le bain. »
- Martial (14,168) dans ses Epigrammes au livre II, XXI, l'appelle « trochus d'airain »[5].
  - CLXVIII. - LE TROCHUS (CERCEAU). « En me le donnant garni d'un anneau, tu me fais un présent utile : le cerceau sera pour les enfants, et la garniture pour moi. » [14,168] CLXVIII. Trochus. Inducenda rota est: das nobis utile munus: Iste trochus pueris, at mihi cantus erit
  - CLXIX (14,169) . - LE MÊME. « Pourquoi cet anneau babillard se promène-t-il çà et là dans le cerceau roulant ? c'est pour avertir les passants de lui faire place. » [14,169] CLXIX. Idem. Garrulus in laxo cur anulus orbe uagatur ? Cedat ut argutis obuia turba trochis

## Époque moderne

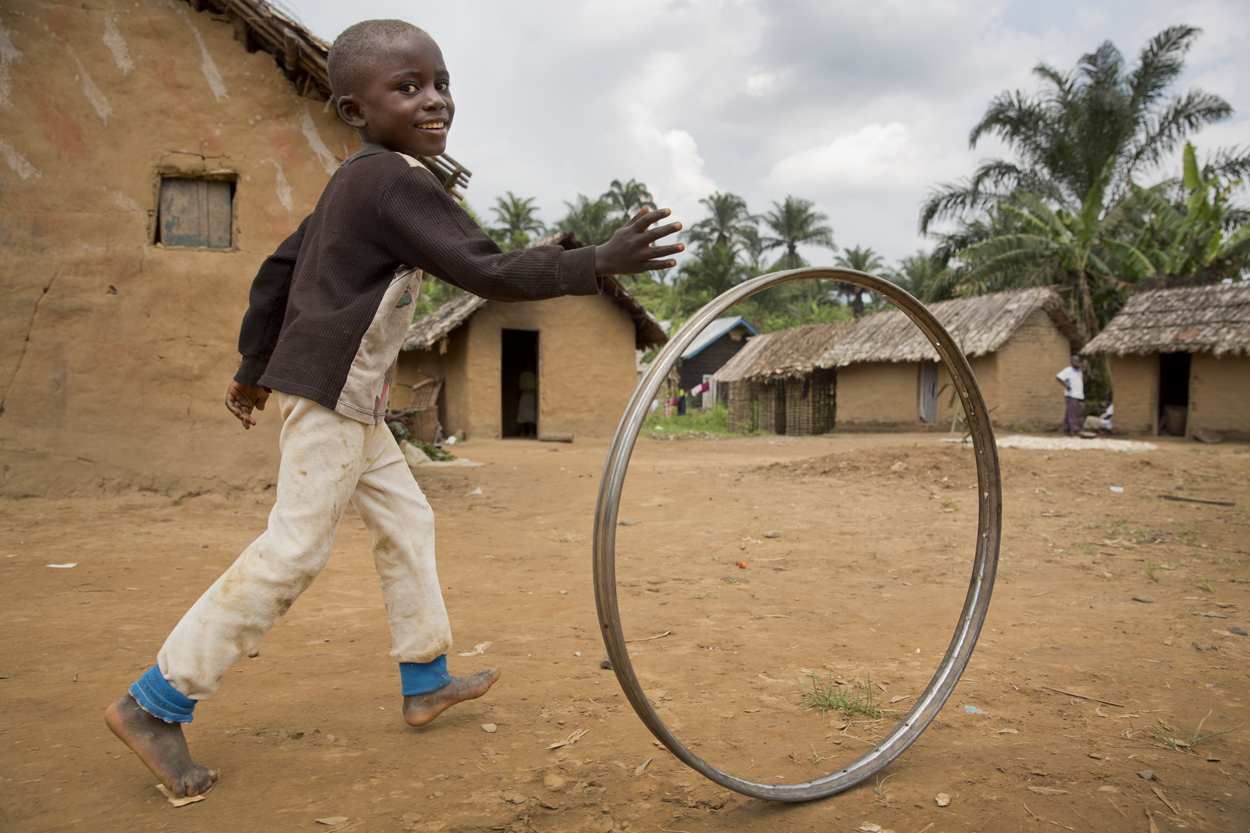
Garçon jouant au cerceau en république démocratique du Congo, 2013